# Leonhard Emil Bach
Leonhard Emil Bach (Poznań (Polònia), 11 de març, 1849 - Londres (Regne Unit), 15 de febrer, 1902), va ser un pianista, compositor i pedagog musical alemany.

## Vida i treball
Leonhard Emil Bach va ser alumne de Theodor Kullak (piano) i Friedrich Kiel (teoria musical) a Berlín. El 1869 es va convertir en professor a l'acadèmia de Kullak. El 1874 Leonhard Emil Bach també es va convertir en pianista de la cort del príncep Guillem I de Prússia. El 1882 esdevingué professor a la "Guildhall Music School" de Londres.
Leonhard Emil Bach va escriure les òperes Irmengarda (Londres 1892), The Lady of Langford (Londres 1894), Des Königs Garde (Colònia 1895) i el Tabakskollegium. També va escriure peces de saló per a piano.